# Assar Hadding
Assar Hadding, né le 10 janvier 1886 et mort le 20 juin 1962, est un géologue, minéralogiste et universitaire suédois.
En 1913, il décrit le genre de conodontes Periodon.

## Publications
- (sv) Hadding A., 1911. Om de svenska arterna af släktet Pterograptus Holm. Geologiska Föreningen i Stockholm Förhandlingar, Taylor & Francis.
- (sv) Hadding A., 1912. Några iakttagelser från Jämtlands ordovicium. Geologiska Föreningen i Stockholm Förhandlingar, Taylor & Francis.
- (sv) Hadding A., 1913. Släktet Telephus Barr. Geologiska Föreningen i Stockholm Förhandlingar, Taylor & Francis.
- (sv) Hadding A., 1913. Undre Dicellograptusskiffern i Skåne jämte några därmed ekvivalenta bildningar.
- (de) Hadding A., 1915. Der mittlere Dicellograptus-schiefer auf Bornholm.
- (sv) Hadding A., 1915. Undre och mellersta dicellograptusskiffern i Skåne och å Bornholm. Meddelelser fra Dansk Geologisk Forening.
- (sv) Hadding A., 1915. Om Glossograptus, Cryptograptus och tvenne dem närstående graptolitsläkten. Geologiska Föreningen i Stockholm Förhandlingar, Taylor & Francis.
- (de) Hadding A., 1920. Eine neue Röntgenröhre für Debyesche Aufnahmen. Zeitschrift für Physik, Springer.
- (de) Hadding A., 1923. IV. Eine röntgenographische Methode kristalline und kryptokristalline Substanzen zu identifizieren. Zeitschrift für Kristallographie-Crystalline …, De Gruyter Oldenbourg.